# Zdenka Košáková
Zdenka Košáková (5. března 1899 Bystré – 25. srpna 1945 Plzeň) byla česká zahradní architektka, návrhářka a malířka.

## Život
Vystudovala plzeňské dívčí lyceum a poté v letech 1919–1921 studovala zahradní architekturu na odborné škole v Bad Köstritz. Obdržela stipendium ministerstva zemědělství a na jeho základě studovala v Paříži a v Berlíně (Schule für Blumenschmuck Franziska Bruck, Berlin). Po návratu si otevřela vlastní ateliér. Zabývala se návrhy zahrad a bytového zařízení. Vedle toho se věnovala malbě a návrhům nástěnných koberců.
Od roku 1923 působila rovněž jako učitelka na dívčí zahradnické škole v Praze–Krči.
V roce 1931 onemocněla a v důsledku nemoci později ukončila svou činnost.
Byla členkou Kruhu výtvarných umělkyň.

## Dílo
- asi 1925 zahrada dětské léčebny Ch. G. Masarykové, Bukovany
- 1930–1933 zahrada Klárova ústavu slepců v Praze-Krči, čp. 756, Vídeňská 188, vlastní budovu navrhl Vladimír Walenfels
- řada zahrad rodinných domů a škol

## Spisy
Publikovala v časopisech Krematorium, Žijeme, Byt a umění, Bytová kultura.